# Диринг (Џорџија)
Диринг (Џорџија) (енгл. Dearing) град је у америчкој савезној држави Џорџија. По попису становништва из 2010. у њему је живело 549 становника.

## Демографија
Према попису становништва из 2010. у граду је живело 549 становника, што је 108 (24,5%) становника више него 2000. године.
| Група             | 2000.       | 2010.       |
| Белци             | 416 (94,3%) | 474 (86,3%) |
| Афроамериканци    | 20 (4,5%)   | 50 (9,1%)   |
| Азијати           | 0 (0,0%)    | 1 (0,2%)    |
| Хиспаноамериканци | 4 (0,9%)    | 15 (2,7%)   |
| Укупно            | 441         | 549         |